# Madrasostes inaequale
Madrasostes inaequale is een keversoort uit de familie Hybosoridae. De wetenschappelijke naam van de soort is voor het eerst geldig gepubliceerd in 1992 door Paulian.